# Słuchowo
Słuchowo (deutsch Schlochow) ist ein Dorf in der polnischen Woiwodschaft Pommern. Es ist dem Verwaltungsbezirk Landgemeinde Krokowa (Krockow) im Powiat Pucki (Putziger Kreis) angegliedert.

## Geographische Lage
Das Dorf liegt in Hinterpommern, unweit des Zarnowitzer Sees und der Ostseeküste, etwa 35 Kilometer nordnordöstlich der Stadt Lauenburg in Pommern, 30 Kilometer ostnordöstlich der Stadt Leba und fünf Kilometer ostnordöstlich von Ossecken. 

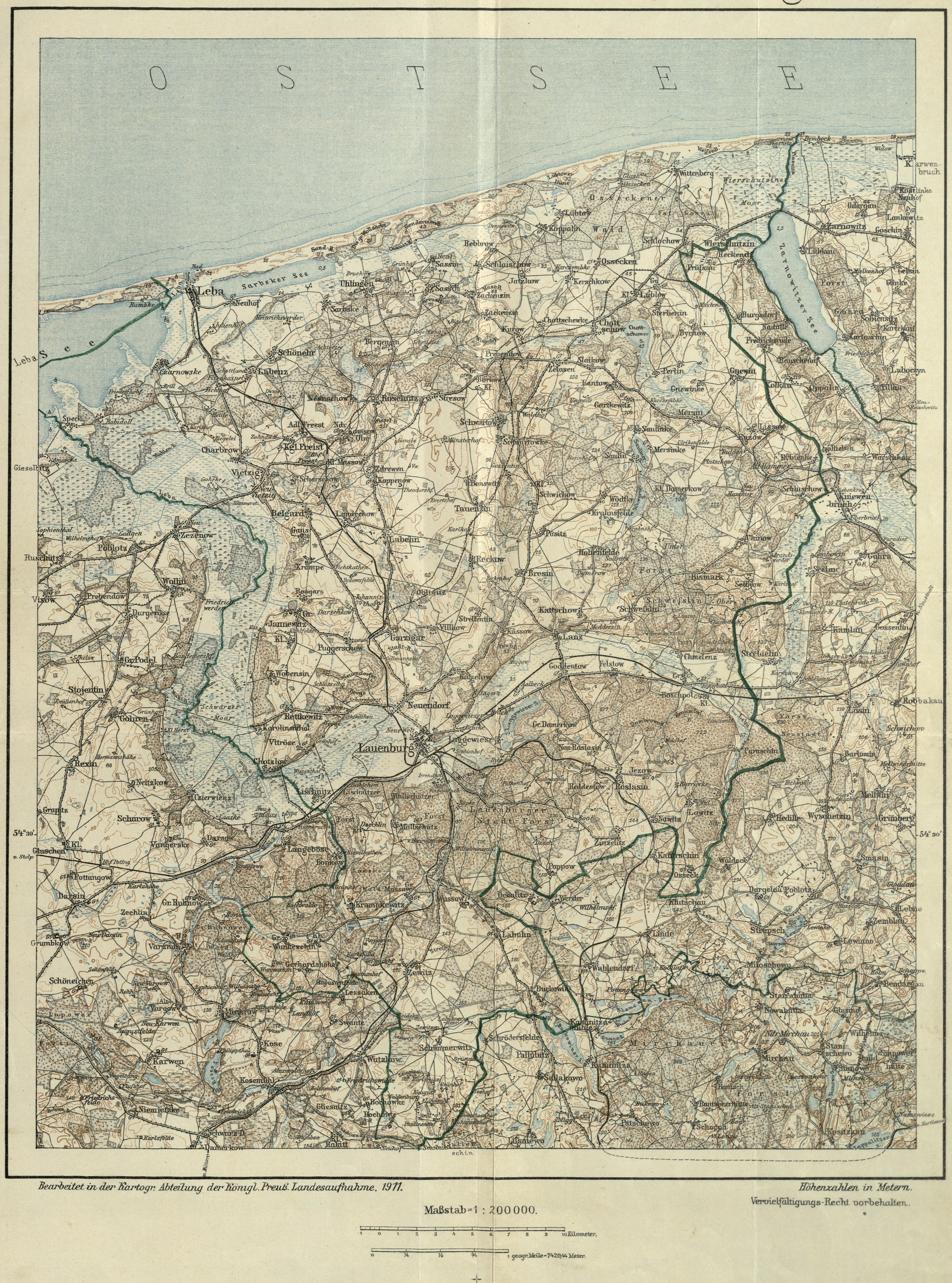
Schlochow, nordnordöstlich von Lauenburg in Pommern, unweit der Ostseeküste, westlich des Zarnowitzer Sees und ostnordöstlich von Ossecken, auf einer Landkarte von 1911

## Geschichte
Das Dorf Schlochow war seit dem 16. Jahrhundert mehrere Jahrhunderte lang Stammsitz der autochthonen kassubischen Adelsfamilie Schlochow, die am 6. Januar 1836 durch den Tod von Ernestine Gottliebe von Witken, geb. von Schlochow, erloschen ist. Im Jahr 1682 besaßen die Gebrüder Abraham, Stephan, Matthias und Peter von Schlochow halb Schlochow, 1688 werden Friedrich und Georg von Schlochow mit Schlochow belehnt, und 1715 besaß Michael von Schlochow, der zwei Söhne und einen Bruder hatte,  drei Viertel von Schlochow.  1766 ging Joseph Wilhelm von Schlochow eine Verbindung mit einem Fräulein von Zitzewitz ein. Wenig später waren die Schlochows nicht mehr am Ort vertreten, und seit 1769 fanden mehrere Besitzerwechsel statt.
Um  1780 hatte das adlige Gut Schlochow ein Vorwerk, fünf Kossäten, auf der Feldmark des Dorfs ein Ackerwerk, einen kleinen Fichtenwald und 13 Feuerstellen (Haushaltungen); Besitzer war Johann Peter Sulicki, Justitzdirektor zu Saalfeld in Ostpreußen. 1804 wird Graf Krokow als alleiniger Besitzer genannt; nachdem weitere Besitzerwechsel stattgefunden hatten, wurde der Gutsbezirk 1911 von der Pommerschen Landgesellschaft zu Stettin zur Parzellierung und Aufsiedlung erworben.
Anfang der 1930er Jahre hatte die Landgemeinde Schlochow eine Flächengröße von 4,2 km². Innerhalb der Gemeindegrenzen, wo Schlochow die einzige Wohnstätte war, standen 27 bewohnte Wohnhäuser.
Bis 1945 bildete Schlochau eine Landgemeinde im Landkreis Lauenburg i. Pom., Regierungsbezirk Köslin, der preußischen Provinz Pommern im Deutschen Reich. Schlochau war dem Amtsbezirk Wierschutzin zugeordnet.
Gegen Ende des Zweiten Weltkriegs wurde die Region Anfang März 1945 von der Roten Armee eingenommen. Bald darauf wurde Hinterpommern zusammen mit Westpreußen und der südlichen Hälfte Ostpreußens von der Sowjetunion der Volksrepublik Polen zur Verwaltung überlassen. Es begann danach die Zuwanderung polnischer Zivilisten, von denen die einheimischen Dorfbewohner aus ihren Häusern und Gehöften gedrängt wurden. Schlochow wurde unter der polonisierten Ortsbezeichnung ‚Słuchowo‘ verwaltet. In der Folgezeit  wurden die einheimischen Dorfbewohner von der polnischen Administration aus Schlochow vertrieben.

### Demographie
| Jahr | Einwohner | Anmerkungen                                   |
| ---- | --------- | --------------------------------------------- |
| 1818 | 128       | Dorf und Mühle, adlige Besitzung              |
| 1852 | 160       | Dorf                                          |
| 1925 | 251       | darunter 240 Evangelische und drei Katholiken |
| 1933 | 217       | [ 8 ]                                         |
| 1939 | 193       | [ 8 ]                                         |

## Kirche

### Kirchspiel bis 1945
Die hier vor 1945 lebenden Dorfbewohner gehörten mit großer Mehrheit der evangelischen Konfession an. Das evangelische Kirchspiel war in Ossecken. 
Das katholische Kirchspiel war in Wierschutzin.

### Polnisches Kirchspiel seit 1945
Die seit 1945 und Vertreibung der einheimischen Dorfbewohner anwesende polnische Einwohnerschaft ist größtenteils katholisch.
Hier lebende evangelische Polen sind dem Pfarramt in Stolp in der Diözese Pommern-Großpolen der Evangelisch-Augsburgischen Kirche in Polen zugeordnet, das eine gottesdienstliche Außenstation in Lauenburg i. Pom. unterhält.